# Stelis rozeni
Stelis rozeni là một loài Hymenoptera trong họ Megachilidae. Loài này được Griswold & Parker mô tả khoa học năm 2003.